# Boubeker Athmani
Boubeker Athmani est un joueur de football algérien. Il est né le 13 novembre 1981 à Berrahal (Annaba, Algérie). Il joue actuellement au poste d'attaquant pour le club du MO Constantine, où il porte le maillot n° 11. Il mesure 175 cm pour 66 kg.

## Carrière
- juillet 1999-juin 2006 : USM Annaba
- juillet 2006-juin 2008 : Jeunesse sportive de Kabylie
- juillet 2008-juin 2009 : USM Annaba
- juillet 2009- : MO Constantine [1]

## Palmarès
- Champion d'Algérie en 2008 avec la JS Kabylie.